# Piotr Guérin du Rocher
Piotr Guérin du Rocher SJ (fra.) Pierre-Michel Guérin du Rocher (ur. 1 marca 1731 w Sainte-Honorine-la-Guillaume, zm. 3 września 1792 w Paryżu) – błogosławiony Kościoła katolickiego, męczennik, ofiara prześladowań antykatolickich okresu francuskiej rewolucji.
Pierwszym stopniem edukacji była dla Piotra Guérin du Rochera szkoła jezuitów w Caen. Do Towarzystwa Jezusowego wstąpił 10 września 1745 roku w Paryżu. Ukończył Lycée Louis-le-Grand, a po studiach filozoficzno-teologicznych w 1760 roku przyjął święcenia kapłańskie i rozpoczął pracę dydaktyczną wykładając literaturę w Bourges i Rouen. Kiedy działalność Towarzystwa Jezusowego została we Francji zakazana, w 1764 roku wyemigrował, by podjąć pracę początkowo na terenie Italii i Niemiec, zaś kolejne przez pięć lat poświęcił pracy w I Rzeczypospolitej. Przebywając w Polsce wykładał prawo kanoniczne, zaś na dworze Jabłonowskich pełnił obowiązki kapelana. Studia lingwistyczne i historyczne, jakim oddawał się w tym okresie, przyniosły publikację wydanego w 1777 roku dzieła Histoire véritable des temps fabuleux, poruszającego tematykę opowieści zawartych w Torze. Praca ta wpłynęła na rozwój egzegezy biblijnej, deprecjonując teorie francuskich encyklopedystów i dowodząc historycznych źródeł Pięcioksięgu. Po powrocie do Francji został spowiednikiem Marii Antoniny, a z nominacji arcybiskupa Paryża pełnił obowiązki dyrektora instytutu Nouveaux-convertis. W 1791 roku odmówił złożenia przysięgi na cywilną konstytucję kleru i w rok później, 13 sierpnia 1792 roku, został aresztowany razem z bratem Robertem i kuzynem Jakubem de la Lande, z którymi został uwięziony w prowizorycznym więzieniu utworzonym z kościoła i zabudowań przy seminarium Saint Firmin (św. Firmina). Wszyscy trzej niecały miesiąc później padli ofiarą tak zwanych masakr wrześniowych, w których zginęło łącznie 300 katolickich duchownych osadzonych w paryskich więzieniach.
Rocznica jego śmierci jest dniem, kiedy wspominany jest w Kościele katolickim, jezuici wspominają go także 19 stycznia.
Piotr Guérin du Rocher znalazł się w grupie 191 męczenników z Paryża beatyfikowanych przez papieża Piusa XI 17 października 1926.